# 台中市公車164路
台中市公車164路目前自清水國中行駛到南清宮，由巨業客運營運。

## 歷史
- 2013年3月18日：6377路（清水國中－楊厝里）移撥為市公車164路。
- 2014年2月10日：調整發車時刻。
- 2019年10月1日：調整發車時刻。
- 2020年8月31日：行駛動線調整路線變更為「清水國中-南清宮」新增:「南清宮」、「大楊國小」、「忠義宮」、「大楊北街口」四站，取消「楊厝里」、「三元宮」兩站。

## 路線基本資料

### 時刻表
- 時刻表僅供參考，請以巨業交通網站公告為準。
- 時刻表更新日期為2025年1月26日。

| 台中市公車164路平日時刻列表 | 台中市公車164路平日時刻列表 | 台中市公車164路平日時刻列表 | 台中市公車164路平日時刻列表 |
| --------------------------- | --------------------------- | --------------------------- | --------------------------- |
| 清水國中開時刻              | 清水國中開備註              | 南清宮開時刻                | 南清宮開備註                |
| 17:10                       | -                           | 06:45                       | -                           |

假日停駛

### 收費
- 依里程計費；刷電子票證10公里免費及扣款最高金額60元優惠。
- 里程計費說明：
  - 基本里程：8公里。
  - 基本里程票價全票20元、半票11元。
  - 超過基本里程（8公里）計費方式：
    - 全票=[2.431 x 搭乘里程數x （1+5%營業稅）] （四捨五入）
    - 半票=[2.431 x 搭乘里程數x （1+5%營業稅）] x 50% （四捨五入）

  - 兒童、老人、身心障礙者及其陪伴者依規定半票收費。

### 停站
參見右側站牌路線圖。

## 外部連結
- 臺中市政府交通局111路路線圖 （页面存档备份，存于）
- 巨業交通官方網站 （页面存档备份，存于）
- 臺中市公車動態資訊（页面存档备份，存于）
- 台中市公車路網總圖(南極冰魚繪)